# Сутоморе
Сутоморе је насељено мјесто у општини Бар у Црној Гори. Према попису из 2023. било је 1.875 становника.
Сутоморе се може подијелити на три дијела: Поље гдје живи већи дио житеља које је смјештено на источном дијелу Спичанског поља, обалу која обухвата 2 km шеталишта уз плажу и околна насеља (Рутке, Брца, Нехај, Мишићи...). Главна улица спаја обалу и поље и у њој се налазе школа, вртић, пошта и дом здравља.

## Историја
У Спич, регион у којем се данас налазе Сутоморе и Чањ, први досељеници су стигли у XVI вијеку. Од XVIII вијека у Спичу се налазе два велика винограда: на Спичанском Пољу и у Брцама. Ово су били највећи виногради на приморју. Град Сутоморе је настао 1882. године када су изграђене прве куће на самој обали. О историји Спича је писао Иво Башић у Цетињском вјеснику 1911. године. 
Изнад Сутомора налази се тврђава Хај-Нехај.

## Туризам
Почетком августа Сутоморе остварује преко 10.000 ноћења дневно. Оволика посјећеност привлачи младе људе. На шеталишту је велики број кафића са живом свирком. Кафићи су смјештени на терасама које се налазе уз саму плажу. Терасе од морских таласа штити камени зид.
Овдје се налази Жељезничка станица Сутоморе.

## Демографија
У насељу Сутоморе живи 1409 пунољетних становника, а просјечна старост становништва износи 38,4 година (37,8 код мушкараца и 39,1 код жена). У насељу има 649 домаћинстава, а просјечан број чланова по домаћинству је 2,80.
Становништво у овом насељу веома је хетерогено, а у посљедња три пописа, примијећен је пораст у броју становника. На повећање броја становника је утицао долазак великог броја расељених лица са Косова и Метохије, као и људи из мање развијених сјеверних крајева Црне Горе.
|  |

| Демографија | Демографија | Демографија |
| Година      | Становника  | Становника  |
| ----------- | ----------- | ----------- |
|             |             |             |
|             |             |             |
|             |             |             |
|             |             |             |
| 1948.       | 72          |             |
| 1953.       | 177         |             |
| 1961.       | 206         |             |
| 1971.       | 553         |             |
| 1981.       | 765         |             |
| 1991.       | 1.123       | 1.085       |
| 2003.       | 1.866       | 1.827       |
|             |             |             |

| Етнички састав према попису из 2003.‍ | Етнички састав према попису из 2003.‍ | Етнички састав према попису из 2003.‍ | Етнички састав према попису из 2003.‍ | Етнички састав према попису из 2003.‍ |
| ------------------------------------ | ------------------------------------ | ------------------------------------ | ------------------------------------ | ------------------------------------ |
|                                      |                                      |                                      |                                      |                                      |
| Срби                                 | Срби                                 |                                      | 848                                  | 46,41%                               |
| Црногорци                            | Црногорци                            |                                      | 769                                  | 42,09%                               |
| Муслимани                            | Муслимани                            |                                      | 34                                   | 1,86%                                |
| Хрвати                               | Хрвати                               |                                      | 15                                   | 0,82%                                |
| Мађари                               | Мађари                               |                                      | 9                                    | 0,49%                                |
| Македонци                            | Македонци                            |                                      | 7                                    | 0,38%                                |
| Албанци                              | Албанци                              |                                      | 6                                    | 0,32%                                |
| Југословени                          | Југословени                          |                                      | 6                                    | 0,32%                                |
| Бошњаци                              | Бошњаци                              |                                      | 4                                    | 0,21%                                |
| Италијани                            | Италијани                            |                                      | 3                                    | 0,16%                                |
| Словенци                             | Словенци                             |                                      | 1                                    | 0,05%                                |
| Руси                                 | Руси                                 |                                      | 1                                    | 0,05%                                |
| Нијемци                              | Нијемци                              |                                      | 1                                    | 0,05%                                |
| непознато                            | непознато                            |                                      | 3                                    | 0,16%                                |

| Година пописа     | 1948. | 1953. | 1961. | 1971. | 1981. | 1991. | 2003. |
| ----------------- | ----- | ----- | ----- | ----- | ----- | ----- | ----- |
| Број домаћинстава | 23    | 54    | 63    | 169   | 235   | 388   | 655   |

| Број чланова      | 1   | 2   | 3   | 4  | 5   | 6  | 7  | 8 | 9 | 10 и више | Просек |
| ----------------- | --- | --- | --- | -- | --- | -- | -- | - | - | --------- | ------ |
| Број домаћинстава | 649 | 190 | 144 | 88 | 124 | 68 | 23 | 5 | 2 | 2         | 3      |

| Пол    | Укупно | Неожењен/Неудата | Ожењен/Удата | Удовац/Удовица | Разведен/Разведена | Непознато |
| ------ | ------ | ---------------- | ------------ | -------------- | ------------------ | --------- |
| Мушки  | 722    | 216              | 442          | 28             | 25                 | 11        |
| Женски | 750    | 146              | 442          | 109            | 45                 | 8         |
| УКУПНО | 1.472  | 362              | 884          | 137            | 70                 | 19        |

| Пол    | Укупно                    | Пољопривреда, лов и шумарство | Рибарство                            | Вађење руде и камена | Прерађивачка индустрија       |
| ------ | ------------------------- | ----------------------------- | ------------------------------------ | -------------------- | ----------------------------- |
| Мушки  | 284                       | 2                             | 0                                    | 2                    | 13                            |
| Женски | 186                       | 1                             | 0                                    | 2                    | 14                            |
| УКУПНО | 470                       | 3                             | 0                                    | 4                    | 27                            |
| Пол    | Производња и снабдевање   | Грађевинарство                | Трговина                             | Хотели и ресторани   | Саобраћај, складиштење и везе |
| Мушки  | 9                         | 8                             | 38                                   | 36                   | 95                            |
| Женски | 2                         | 1                             | 46                                   | 26                   | 20                            |
| УКУПНО | 11                        | 9                             | 84                                   | 62                   | 115                           |
| Пол    | Финансијско посредовање   | Некретнине                    | Државна управа и одбрана             | Образовање           | Здравствени и социјални рад   |
| Мушки  | 2                         | 8                             | 39                                   | 8                    | 3                             |
| Женски | 4                         | 6                             | 5                                    | 19                   | 23                            |
| УКУПНО | 6                         | 14                            | 44                                   | 27                   | 26                            |
| Пол    | Остале услужне активности | Приватна домаћинства          | Екстериторијалне организације и тела | Непознато            | Непознато                     |
| Мушки  | 14                        | 0                             | 0                                    | 7                    | 7                             |
| Женски | 11                        | 1                             | 1                                    | 4                    | 4                             |
| УКУПНО | 25                        | 1                             | 1                                    | 11                   | 11                            |